# ブロウアップ ヒデキ
『ブロウアップ ヒデキ』（BLOW UP! HIDEKI）は、1975年10月10日に公開された西城秀樹のドキュメンタリー映画である。配給は松竹映画、芸映プロダクション。ロックコンサートの日本版記録映画としての嚆矢と評価される。

## 概要
アイドル時代の絶頂期ともいえる西城秀樹の1975年7月20日から8月24日まで開催された『西城秀樹・全国縦断サマーフェスティバル』の模様を追って撮影された作品である。
富士山麓特設野外ステージでの開幕公演では、クレーン車で吊り上げたゴンドラでの絶唱、ヘリでの客席上空すれすれの旋回など、21世紀の現在では実現不可能ともいわれる迫力のある場面が随所に展開されている。ステージ以外の"ヒデキのオフショットも満載の"ヒデキ実況映画である。

## キャスト
- 西城秀樹

## スタッフ
- 構成・監督：田中康義
- 企画：青木伸樹
- 製作：瀬島光雄
- 撮影：坂本典隆・羽方義昌
- 編集：池田禅

## 劇中曲
1. オープニング
作曲：惣領泰則
2. Get Dancin’
作詞・作曲：Bob Crewe & Kenny Nolan
3. ブロー・アップ・マン
作詞：一の宮はじめ　作曲・編曲：惣領泰則
4. 悲しみのアンジー
作詞・作曲：Mick Jagger & Keith Richards
  - ローリング・ストーンズのカバー
5. 恋の暴走
作詞：安井かずみ　作曲・編曲：馬飼野康二
6. 情熱の嵐
作詞：たかたかし　作曲：鈴木邦彦　編曲：馬飼野康二
7. グッド・バイ・ガールズ
作詞：一の宮はじめ　作曲・編曲：惣領泰則
8. 愛の十字架
作詞：たかたかし　作曲：鈴木邦彦　編曲：馬飼野康二
9. 傷だらけのローラ (フランス語)
作詞：さいとう大三　作曲・編曲：馬飼野康二
10. この愛のときめき
作詞：安井かずみ　作曲・編曲：あかのたちお
11. 旅は気ままに
作詞：たかたかし　作曲・編曲：馬飼野康二
  - アルバム『青春に賭けよう』収録曲
12. 激しい恋
作詞：安井かずみ　作曲・編曲：馬飼野康二
13. 青春に賭けよう
作詞：たかたかし　作曲：鈴木邦彦　編曲：馬飼野康二
14. 至上の愛
作詞：安井かずみ　作曲・編曲：馬飼野康二
15. グッド・バイ・ガールズ
作詞：一の宮はじめ　作曲・編曲：惣領泰則
16. エンディング
作曲：惣領泰則

## 製作

### 撮影
松竹はスタッフ40人、劇場用カメラ5台、レンズ40本、ヘリコプター1機、バス2台、ワゴン車2台と松竹大船撮影所の機材を7割方運び込み、当時スタジオで撮影中だった『男はつらいよ 葛飾立志篇』の撮影に支障をきたした。
これに対抗して日本テレビは東京からビデオカーを繰り出し、21歳の西城の内面をキメ細かく追ったが、松竹と日本テレビの撮影クルーが現場でしばしばぶつかった。
松竹が1975年9月20日から全国公開すると発表すると日本テレビが激怒、日本テレビは1975年9月25日の『木曜スペシャル』枠で放送することを決めていたため「放送前に先に松竹に公開されては番組の商品価値が半減する。番組を作るときの契約ではテレビが優先だった」と西城の所属する芸映を突き上げ、「ご無理、ごもっとも」と芸映、松竹とも日本テレビに平伏。『ブロウアップ ヒデキ』は同年10月10日に公開延期を余儀なくされた。
この醜態に城戸四郎松竹会長が「テレビや芸能プロに振り回されるとは何事か!」と激怒し、三嶋与四治企画本部長のクビが飛び、81歳の城戸会長が再び映画製作本部長として現場に復帰、第一線で指揮を執ることになった。
1975年7月中旬クランクイン。同年7月20日、富士山麓の特設野外ステージを皮切りに西城初の全国縦断ツアーがスタート。札幌、秋田、盛岡、仙台、広島など、日本各地をまわったその踏破距離はおよそ5000キロにも及ぶ。福岡市のステージでは終了後、熱狂したファン10数人がステージに上がり、西城を引っ張り合って全治一週間の怪我を負わせた。このため次の大分市のステージで西城はサンダル履きで歌った。巨大なスピーカーボックスから響きわたるサウンドと、キレのあるパフォーマンスで観客を魅了する西城の姿を10台の劇場用カメラにてフィルムに捉えた。映画スタッフはこのようなライブ映画を撮ったことはないため、凄まじいサウンドと熱狂的ファンの喚声に慄き、全員水泳用の耳栓を装着しての撮影になった。8月24日、大阪スタヂアム（大阪球場）でエンディング・フェスティバルが行われた。
熱量あふれるステージパフォーマンスだけでなく、旅の合間に1日設けられたオフに沖縄の砂浜で夏を楽しむ西城の姿も披露。さらにステージを降りて1人の青年に戻った西城が、ためらいながらも自分の言葉で青春や愛を語るインタビューも記録されている。
オープニングクレジットを挟んで、日大藤沢高運動部の練習風景やライブリハーサルなど10分程度、湘南あたりの景色が映った後、メインイベントである富士山麓緑の休暇村での野外ライブの会場設営風景。これらはエンディング近くでもフラッシュバックされる。軍手の普及前なのか作業をする人が誰も軍手をはめていない。その後、安田火災海上本社ビルが建設中の西新宿の新宿中央公園に集合したファンがバスで現地に向かう。新宿中央公園の周りはまだ空き地でビルは全く建っていない。バスの窓を全開しているため、まだ冷房完備ではないのか、当時の夏はそこまで暑くないのかもしれない。会場でインタビュアーに聞かれたファンの女の子が「富士には月見草がよく似合うって太宰治が言ったでしょう…太陽にはヒデキが似合うと思う」と洒落たことを言う。飲み物を売る露店に懐かしのプラッシーやシロップだけか色の付いていないかき氷が売られている。ファンはほぼ100％女性。灼熱地獄の近年の夏では考えられないが、帽子を被ってない人の方が多く、被っていても頭頂部が空いた簡易な帽子。巨大スクリーンのない時代でもあり、西城がしばしばクレーン車に乗って降臨する。その富士山ライブが3分の1近くあり、以降は全国縦断コンサート『西城秀樹 '75全国縦断サマー・フェスティバル BLOW UP! HIDEKI FromMt.FUJI・To OSAKA STADIUM』の映像。曲の間に全国各地の映像が挟まれながら、西城の当時の心境が語られる。札幌市大倉山ジャンプ競技場、大通公園、札幌市時計台、北海道厚生年金会館、沖縄。出身地の広島市では原爆ドームの他、母校・二葉中学校を訪れ、恩師との再会や幼少期の思い出が語られる。1時間前後の10数分とエンディング前が前年に続き2回目の大阪球場ライブ。こちらも富士山ライブ同様、会場設営から映す。登場はハヤシレーシングの赤のレーシングカーで、会場内はシボレー・コルベットの赤のオープンカーで周る。この後宮崎市一ツ葉道路を歩く姿が映り、撮影で水着一枚になり、ファンを扇情させた。大阪球場の後、宮島の大鳥居や広島郵便貯金会館、福岡市民会館、宮崎市民会館、名古屋城、夏祭りの金魚すくい等、各地のこの年の夏の風景が映り、オーラスは夕陽の海で西城が泳ぐ。ホールでの歌唱はどこの会場でのものかは分からない。勿論、西城を追いかけ回すファンはほとんど映さないが、実際は大勢の女学生がステージにホテルにロケ先に昼も夜も明け方も西城を追いかけ回した。当時のマスメディアは不謹慎もセーフのため、『サンケイスポーツ』1975年8月19日付は「映画最大の見ものは"女学生の生態"」と書いた。

## ビデオ
- 劇場公開から約10年後の1985年3月21日に、松竹から復刻ビデオ作品（VHS）が発売された。
- また劇場公開から40年後の2015年7月15日には、松竹からDVDが発売されている。タイトルは『ブロウアップ ヒデキ 豪華版(DVD)』[11]。
- さらに2015年7月15日発売の復刻DVD『THE STAGES OF LEGEND - 栄光の軌跡 - HIDEKI SAIJO AND MORE』（9枚組）の中の8枚目にも収録されている[11]。

## 再上映
2018年7月17日に東京・名古屋・大阪のライブハウスZeppで、43年ぶりとなる再上映が行われた。

## 美術館上映
2023年11月25、26日に京都国立近代美術館（MoMAK）の開館60周年記念プログラムの一つ「戦後日本映画を振り返る:　それぞれの青春――アイドルと映画」の一本として『セーラー服と機関銃 完璧版［再タイミング版］』とともに上映された。

## テレビ放映
西城秀樹の一周忌追悼番組として2019年5月16日にWOWOWで放送された他、2024年7月26日には「カリスマ集結！灼熱の音楽映画フェス！」の一本としてBS松竹東急で放送された。冒頭に「この作品には、配慮が必要と思われる表現がありますが、作品の意図を尊重し、オリジナルのまま放送します。」とテロップが流れる。終わりかけの頃、女性ファンが「き」で始まる言葉を言うのがこれに該当するものと見られる。

## 関連作品
- ヒデキ・オン・ツアー